# Économie sociale de marché
Ne doit pas être confondu avec Économie sociale marchande ou Économie socialiste de marché.
L’économie sociale de marché (en allemand : Soziale Marktwirtschaft) est un système économique fondé sur le capitalisme de marché, censé être naturellement social. Elle a été développée et mise en place en Allemagne de l'Ouest par l'Union chrétienne-démocrate, sous la direction du chancelier Konrad Adenauer à partir de 1949. Elle est fortement inspirée par l'ordolibéralisme, les idées de la social-démocratie et la doctrine sociale de l'Église catholique et, plus généralement, de l'éthique chrétienne.
D'après Alfred Müller-Armack, inventeur de la formule, « son caractère social réside dans le fait qu’elle est en situation de proposer une masse diversifiée de biens de consommation à des prix que le consommateur peut contribuer à déterminer par la demande. »

## Naissance en Allemagne
On doit la première utilisation de ce terme à l'économiste allemand Alfred Müller-Armack dans un ouvrage de 1946, Wirtschaftslenkung und Marktwirtschaft .
En Allemagne, ce modèle a été institué par Ludwig Erhard, ministre de l'économie de la RFA sous le chancelier Konrad Adenauer, puis chancelier lui-même de 1963 à 1966. Erhard est conseillé par les ordolibéraux, qui attribuent la montée du nazisme à l'inflation. Celle-ci a aliéné les classes moyennes de la République de Weimar, puis l'a détruite. La doctrine de la Bundesbank reprendra cette préoccupation contre l'inflation, ce qui débouchera sur le succès international du mark, au point que l'objectif de contrer l'inflation est aujourd'hui adopté par de nombreuses banques centrales. Les ordolibéraux identifient également la cartellisation et le contrôle étatique de l'économie comme facteurs d'avènement du totalitarisme.
Le nom que les ordolibéraux donnent à leur doctrine est l'économie sociale de marché, qui donne l'idée que le libre-marché est naturellement social. Ce système s'oppose à l'économie planifiée, à l'économie de marché complètement libre et à l'économie mixte. Il cherche à obtenir et maintenir à la fois une croissance élevée, une faible inflation, un faible chômage, de bonnes conditions de travail et une protection sociale. Notons que l'ordolibéralisme et l'économie sociale de marché restent deux concepts distincts, le second étant postérieur au premier. L'économie sociale de marché est davantage une application pratique et pragmatique de l'ordolibéralisme, issue d'un compromis partiel entre les tendances profondément libérales des théoriciens de l'ordolibéralisme et les tendances plus planistes, qui coexistaient notamment au sein des instances chargées de réfléchir à la politique économique d'après guerre (on pense au Conseil Scientifique attaché à l'administration économique de la bizone, créé en 1947 et dont les premières réunions ont lieu en janvier 1948). Néanmoins, c'est incontestablement la tendance ordolibérale qui l'emporte dans ce compromis.
En juin 1948, Erhard, qui a été nommé par les Américains, décide d'abolir le contrôle des prix que les nazis avaient instauré. Notons toutefois qu'avant la guerre, Erhard ne s'était pas opposé à un contrôle des prix lorsqu'il défendait les intérêts de l'industrie légère au sein de son institut de recherche à Nuremberg (Institut für Wirtschaftsbeobachtung der deutschen Fertigindustrie), qu'il s'était prononcé favorablement à un contrôle modéré des prix afin de lutter contre les monopoles dans l'industrie dans des articles, et qu'il a même participé directement à l'élaboration du plan quadriennal de 1936 à 1938 sous le régime national-socialiste pour le compte de l'industrie légère. Le vendredi 18 juin 1948, Erhard propose devant l'assemblée une loi de libéralisation de l'économie, qui emporte l'assentiment de la majorité. Toutefois, afin d'être adoptée, la mesure doit être approuvée par les Alliés : Erhard effectue alors un passage en force légal en outrepassant ses pouvoirs et déclare l'abolition des contrôles sur l'économie et les prix le dimanche 20 juin 1948, sans avertir les alliés. Les Américains sont sceptiques mais laissent faire. Il se justifie le lundi devant le Parlement et les Alliés et la réforme est définitivement adoptée le 24 juin 1948.
La réforme est un succès, qui abolit le marché noir. Bien que controversé au départ, ce modèle s'est imposé en Allemagne comme en Autriche, et on lui attribue le « Wirtschaftswunder » (en français miracle économique) de ces pays lors des Trente Glorieuses.
Karl Schiller a énoncé la formule-clef de l'économie sociale de marché : « autant de marché que possible, autant d’État que nécessaire », qui figure dans le programme de Bad Godesberg du parti social-démocrate (« la concurrence autant que possible, la planification autant que nécessaire »).

## Royaume-Uni
Au Royaume-Uni, l'expression est reprise dans les années 1970 dans la même acception que celle des ordolibéraux par le Center for Policy Studies, qui réunissait les tories les plus libéraux, dont Margaret Thatcher et Keith Joseph. Le centre se fit un moment l'apologiste de l'économie sociale de marché, expression qui permettait de rappeler que seule une économie de marché pouvait permettre le progrès social. L'ambiguïté de la formule conduisit plus tard à son abandon.

## France
Michel Foucault a aussi soutenu dans son cours du Collège de France de l'année 1978-1979 que l'économie sociale de marché est un courant de pensée néolibéral bien spécifique.
A propos de l'essence de l'économie sociale de marché en tant que pensée libérale spécifique, Michel Albert écrit : « Depuis plus de trente ans que j’étudie l’économie allemande et que je travaille avec des Allemands, je demeure étonné par la difficulté qu’ils éprouvent à faire comprendre à l’étranger que leur système économique est authentiquement libéral. »,
Avec le temps, la formule est plus souvent employée à contre-sens au point que les libéraux l'ont délaissée et qu'elle soit parfois reprise par des socialistes[réf. nécessaire].

## Évaluation
Pour le philosophe conservateur britannique Roger Scruton, l'économie sociale de marché est devenue en évoluant « une institution étatiste, fortement régulée d'en haut, au profit de puissants lobbies tels que les syndicats et la bureaucratie de l'État-providence. Il se méfie de la propriété privée et de la libre entreprise, se préoccupe avec obsession de l'égalité au sein des relations contractuelles, et accueille favorablement tout dogme égalitariste ». Si Scruton rejoint Wilhelm Röpke sur de nombreux points notamment en partageant l'idée que le marché, s'il est nécessaire, ne saurait suffire pour assurer la cohésion sociale, il lui reproche cependant d'avoir adopté le point de vue de Marx qu'il juge dommageable, selon lequel les institutions sociales sont des produits de l'ordre économique plutôt que son fondement, ce qui offre in fine des justifications à l'intervention de l'État dans l'économie pour guérir les maux de la société.

## Union européenne
L'économie sociale de marché s'est progressivement imposée comme le modèle économique et social européen face aux autres modèles présents sur le continent (social-démocratie, planisme, marxisme, conservatisme). Cette évolution s'explique par un déséquilibre progressif du compromis européen en faveur d'une libéralisation des marchés et des politiques publiques dans le cadre de la Communauté européenne puis de l'UE. Le rôle de la République fédérale d'Allemagne a été prépondérant dans cette évolution de la politique européenne. Le Traité de Lisbonne, tout comme le Traité de Rome de 2004 qu'il a vocation de remplacer, instaure l' « économie sociale de marché » comme un des objectifs principaux de l'Union européenne : « Elle (L'Union) œuvre pour [...] une économie sociale de marché hautement compétitive [...] »,.

## Pérou
Le gouvernement d'Alberto Fujimori adopte en 1993 une nouvelle charte suprême visant à refonder la structure économique du pays. Celle-ci réduit l’État au rôle de promoteur du secteur privé dans le cadre d'une « économie sociale de marché ».

## Suisse
On peut affirmer[Qui ?] que la Suisse a adopté un système d'économie sociale de marché en précisant toutefois que l'État y joue plutôt un rôle de facilitateur en protégeant les échanges économiques que d'intervenant dans la mesure où la liberté économique est garantie à l'article 27 de la Constitution fédérale de 1999.
Röpke s'est inspiré des villages suisses pour inventer l'économie sociale de marché.